# Jim Ryun
James Ronald Ryun, detto Jim (Wichita, 29 aprile 1947), è un ex mezzofondista e politico statunitense.
È stato detentore del record mondiale sui 1500 m e sul miglio.

## Biografia

### Carriera da atleta
Nel 1964, all'età di 17 anni, Ryun divenne il primo studente di high school a correre il miglio sotto i quattro minuti (3'59"0). Lo stesso anno partecipò alla sua prima Olimpiade, a Tokyo, dove fu eliminato nella semifinale dei 1500 m.
Nel 1965, all'ultimo anno di high school, stabilì il record nazionale sul miglio in 3'55"3. Nessun coetaneo sarebbe riuscito a fare meglio fino al 2001, quando Alan Webb corse in 3'53"43.
Per le sue prestazioni, il sito ESPN.com lo ha valutato al primo posto fra tutti gli sportivi di high school in ogni tempo, davanti a Tiger Woods, LeBron James e Lew Alcindor.
Nel 1966, all'età di 19 anni, Ryun stabilì il record del mondo su miglio e sul mezzo miglio; ricevette il premio "Sportivo dell'anno" della rivista Sports Illustrated, il "premio James E. Sullivan" come miglior atleta dilettante statunitense, il premio di miglior atleta dell'anno dalla rete televisiva ABC e dalla rivista Track & Field News. Curiosamente, a Ryun non fu permesso in quell'anno di gareggiare nelle competizioni NCAA perché gli atleti del primo anno erano esclusi per regolamento dalle competizioni universitarie.
Nel 1967 stabilì anche il record mondiale indoor del mezzo miglio e migliorò quello assoluto sul miglio portandolo a 3'51"1. Stabilì inoltre il record mondiale sui 1500 m in 3'33"1, correndo gli ultimi 400 metri in 53"3. Entrambi i record sarebbero stati battuti diversi anni dopo dal tanzaniano Filbert Bayi, che migliorò nel 1974 il primato sui 1500 m e nel 1975 quello sul miglio.
Nel 1968 Ryun conquistò la medaglia d'argento alle Olimpiadi di Città del Messico, con una spettacolare rimonta all'ultimo giro con la quale riuscì a sopravanzare i tedeschi Tümmler e Norpoth ma non a raggiungere il keniano Kip Keino, autore di una gara condotta a ritmi elevatissimi. Anni dopo, intervistato dalla rivista The Runner, Ryun dichiarò che si era prefissato di correre la finale in 3'39", ritenendolo un tempo sufficiente per vincere considerando le difficoltà legate all'altitudine. Partecipò anche alle Olimpiadi del 1972 a Monaco di Baviera, ma fu eliminato in batteria per una caduta.

### Carriera da politico
Ryun è stato membro della Camera dei Rappresentanti degli Stati Uniti dal 1996 al 2007, eletto per il Partito Repubblicano nello Stato del Kansas.

## Palmarès
| Anno | Manifestazione | Sede              | Evento | Risultato  | Prestazione | Note |
| ---- | -------------- | ----------------- | ------ | ---------- | ----------- | ---- |
| 1964 | Olimpiadi      | Tokyo             | 1500 m | Semifinale | 3'55"0      |      |
| 1968 | Olimpiadi      | Città del Messico | 1500 m | Argento    | 3'37"8      |      |
| 1972 | Olimpiadi      | Monaco di Baviera | 1500 m | Batteria   | 3'51"5      |      |

## Campionati nazionali
1964
- 4º ai campionati statunitensi, 1500 m piani - 3'39"0

1965
- Oro ai campionati statunitensi, 1 miglio - 3'55"3

1966
- Oro ai campionati statunitensi, 1 miglio - 3'58"6

1967
- Oro ai campionati statunitensi, 1 miglio - 3'51"1